# Кибеа (издателство)
Издателска къща „Кибеа“ е създадено през 1991 година от Димитър Златарев и до 2005 година той определя издателската политика, която издателството следва и по-нататък.
Името „Кибеа“ е производно от Кибела – фригийската богиня, велика майка на боговете, чийто култ бил почитан и в днешните български земи.
Първата книга на „Кибеа“ излиза през 1992 година и оттогава насам се утвърждават десетте серии, формиращи облика на издателството - „Познай себе си", „Здраве“, „Оракул“, „Ерос“, „Знание“, „Личности“, „Кулинария“, „Художествена литература“ и „Детска литература“.
„Кибеа“ е издателството, което налага на българския пазар публикуването на Ню ейдж (New Age) литература, както и на литература за самопомощ (self help), като продължава да бъде лидер в тази сфера.
Издателството е добре известно с двете си основни серии „Познай себе си“ и „Здраве“.
Издателството активно присъства на българския и международния пазар и всяка година представя своята продукция със самостоятелен щанд на панаирите на книгата в Болоня, Лондон и Франкфурт.
Един от „специалитетите“ на издателството са илюстрираните книги – албумни издания като „Естетика на модерното изкуство“ от проф. Димитър Аврамов и „Борис Георгиев от Варна“, с автор на текста изкуствоведа Пламена Рачева, илюстровани енциклопедии и книги от типа pop-up, сред които „Чудеса на архитектурата“ и „Модерна архитектура“, реализирани и в чужбина, триизмерната книга „Космически кораби“, публикувана на десет езика от издателство „Кьонеман“. Автор на триизмерните модели е Антон Радевски, художник и дизайнер, включен в Топ 10 на признатите в цял свят хартиени инженери (paper engineer).
Издателството е носител на престижните награди „Христо Г. Данов“ и „Бронзов лъв“ за принос в издателската дейност.
Издателството има собствена фирмена книжарница в София – на ул. „Хан Крум“ 15
Член на Асоциация „Българска книга“.

## Издания

### Автори
В каталога на издателството фигурират едни от най-изтъкнатите имена в областта на популярната психология и здравословния начин на живот. „Кибеа“ притежава впечатляващ издателски портфейл – „колекция“ от автори, с които би се гордяло всяко издателство.
Сред диамантите, в издателската корона, се открояват имената на Умберто Еко, Оскар Уайлд, Ричард Бах, Джиду Кришнамурти, Уейн Дайър, Дейл Карнеги, Дийпак Чопра, Тим Паркс, Гал Сасон, Стивън Кови, Дон Мигел Руис, Едуард де Боно, Луиз Хей, Тони Райт, Барбара Рен, Наполеон Хил, и др.
В портфолиото на „Кибеа“ присъстват и българските автори, макар те да заемат като цяло малка част от изданията му. Сред тях са имена като Владимир Свинтила, Стилиян Чилингиров, проф. Мони Алмалех, д-р Владимир Бостанджиев, Иван Станчев, Елисавета Логинова, и др.

### Поредици
Сред най-престижните и търсени колекции на издателството са сериите „Познай себе си“, „Знание“ и „Здраве“. Издателството се занимава и с художествена литература – за деца и възрастни – както и с издания в областта на хуманитарните науки.
В серия „Личности“ излиза прочутата автобиография на Бенвенуто Челини – „Моят живот“. В серия „Ерос“ – мистификацията на руския емигрант и поет Михаил Армалински „Тайните записки на Александър Сергеевич Пушкин“, , културната история на пениса от Дейвид Фрийдман „Другата глава“, скандалната мемоарна книга на френската изкуствоведка Катрин Миле „Сексуалният живот на Катрин М.“, първият български лесбийски роман – „Неудобна любов“ на Марина Пенчева, романа на Ричард Озбърн „Първичен инстинкт“, по който е направен едноименният филм на Джо Естерхаз.
Сред художествените книги на издателството са стихосбирката „Девство“ на Марин Бодаков и романът на Ричард Йейтс „Пътят на промените“.